# نیوپورت ۱۲
نیوپورت ۱۲ (به انگلیسی: Nieuport_12) یک هواپیمای جنگنده ملخ پیشین تک‌موتوره از نوع آموزشی ساخت شرکت Nieuport است. هواگرد نیوپورت ۱۲ نخستین پروازش را در ۱۹۱۵ میلادی انجام داد. این هواگرد در سال ۱۹۱۵ میلادی رسماً معرفی گردید و در سال‌های ۱۹۱۵–۱۹۱۸ تولید شده‌است. در مجموع، تعداد ۳۰۰+ فروند از این هواپیما ساخته شده‌است و در جنگ جهانی اول شرکت داشت معروفترین اسکادارن ایتالیایی اسکادران آ۷۸ از این نوع جنگنده استفاده میکرد.
طراح این هواگرد، Gustave Delage بود.

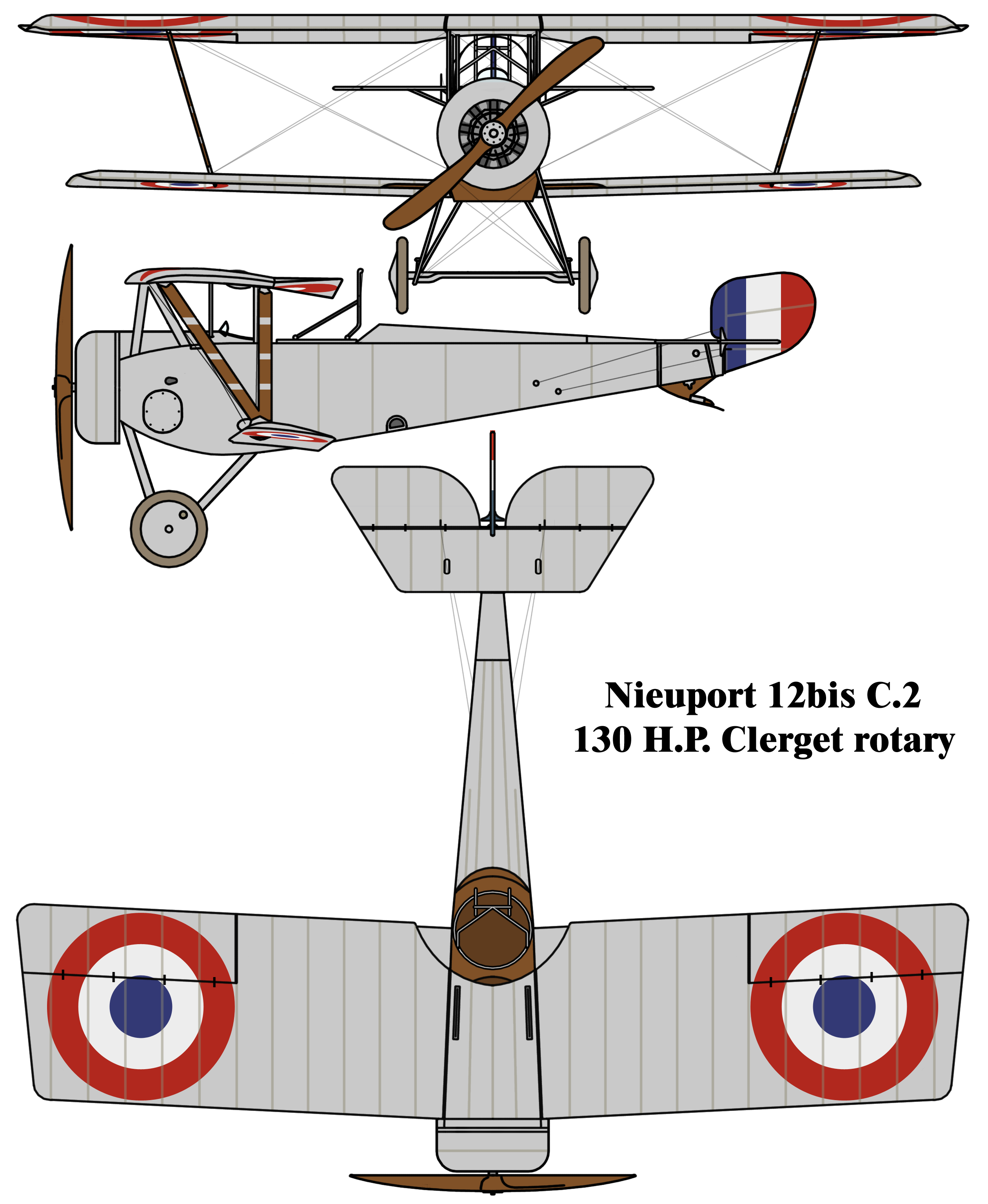
Nieuport 12bis C.2